# Bernaya
Bernaya là một chi ốc biển, là động vật thân mềm chân bụng sống ở biển trong họ Cypraeidae, họ ốc sứ

## Hình ảnh

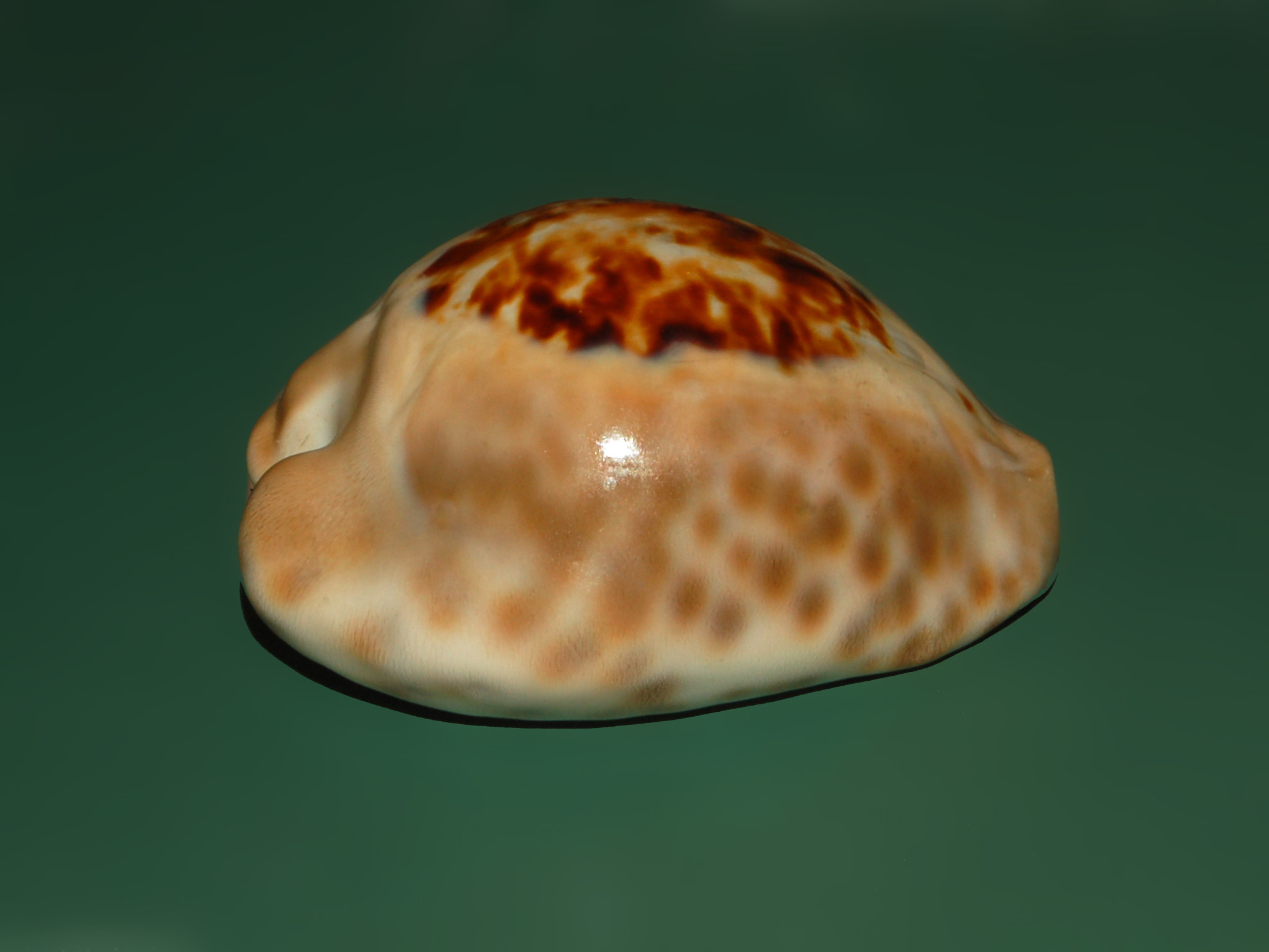
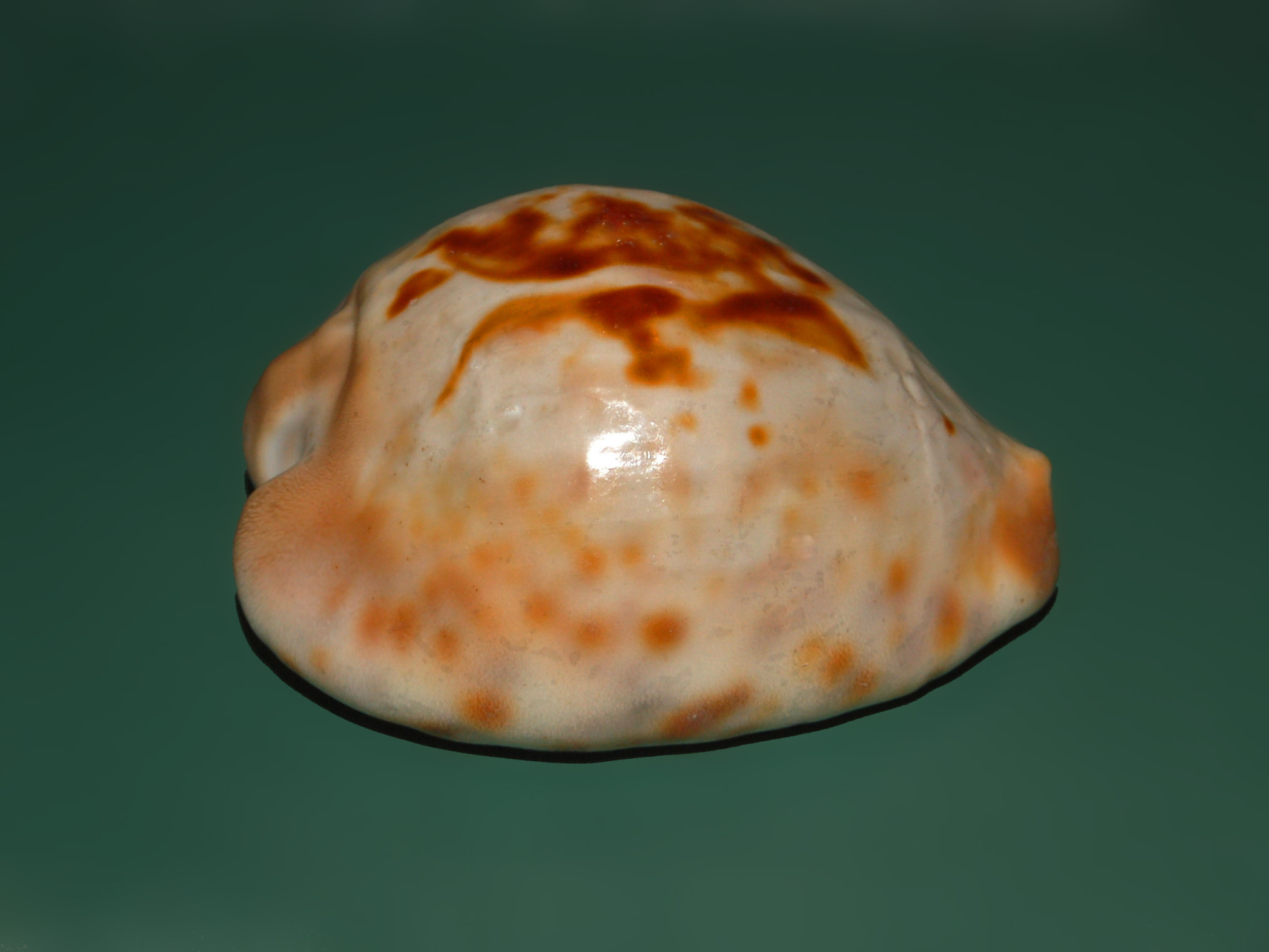

## Các loài
Các loài thuộc chi Bernaya bao gồm:
- Bernaya fultoni (Sow.)[2]: đồng nghĩa của Barycypraea fultoni (Sowerby III, 1903)
- Bernaya teulerei Caz.[3]